# Instytut Historii Uniwersytetu Jana Długosza w Częstochowie
Instytut Historii Uniwersytetu Humanistyczno-Przyrodniczego im.  Jana Długosza w Częstochowie (IH UJD) – jednostka dydaktyczno-naukowa należąca do struktur Wydziału Humanistycznego Uniwersytetu Humanistyczno-Przyrodniczego im. Jana Długosza w Częstochowie. Dzieli się na 6 pracowni. Posiada uprawnienia do nadawania stopni naukowych doktora i doktora habilitowanego oraz wnioskowania o nadanie tytułu naukowego profesora. Prowadzi działalność dydaktyczną i badawczą związaną z historią polityczną, społeczną i gospodarczą w jej poszczególnych epokach i różnych aspektach. Instytut oferuje studia na kierunku historia o specjalnościach: nauczycielska, archiwistyczna, krajoznawczo-turystyczna, antropologia historyczna, rekonstrukcja historyczna oraz militarioznawstwo. Aktualnie na instytucie kształci się kilkuset studentów w trybie stacjonarnym i niestacjonarnym. W Instytucie przygotowywane są do druku następujące wydawnictwa ciągłe i serie wydawnicze: Prace Monograficzne Instytutu Historii, Prace Naukowe Akademii im. Jana Długosza w Częstochowie – Seria „Zeszyty Historyczne” (rocznik) oraz Biuletyn Instytutu Historii. Siedzibą instytutu jest 5-kondygnacyjny gmach, mieszczący się przy al. Armii Krajowej 36a w Częstochowie.

## Władze Instytutu
W roku akademickim 2020/2021:
| Stanowisko                                      | Imię i nazwisko            |
| ----------------------------------------------- | -------------------------- |
| Dyrektor                                        | dr hab. Robert Majzner     |
| Pełnomocnik Dziekana ds. Kierunku Historia      | dr Katarzyna Milik         |
| Pełnomocnik Dziekana ds. Kierunku Iberoznawstwo | dr Anna Czerniecka-Haberko |

## Historia
Początki obecnego instytutu związane są z powołaniem w 1990 roku w ramach Wydziału Filozoficzno-Historycznego Wyższej Szkoły Pedagogicznej w Częstochowie Instytutu Filozoficzno-Historycznego, w skład którego wchodziło 5 zakładów: Zakład Historii Starożytnej i Średniowiecznej, Zakład Historii Nowożytnej, Zakład Historii Najnowszej, Zakład Historii i Teorii Kultury oraz Zakład Filozofii. W pierwszym okresie (w latach 1990-1993) jednostka ta prowadziła 3-letnie licencjackie studia historyczne (wyłącznie w trybie dziennym). W 1993 roku instytut uzyskał zgodę Ministerstwa Edukacji Narodowej na przekształcenie studiów licencjackich w 5-letnie, dwustopniowe studia magisterskie, które prowadzone były od roku akademickiego 1993/1994. W kolejnym roku nastąpiło przekształcenie trybu studiów w jednolite, 5-letnie studia magisterskie. W 1995 roku uruchomione zostały studia magisterskie w trybie zaocznym.
Razem z rozwojem instytutu następowały zmiany w jego strukturze organizacyjnej. W 1995 roku powstał Zakład Historii i Kultury Krajów Europy Środkowej i Wschodniej w miejsce Zakładu Historii i Teorii Kultury. W roku 1997 uruchomiono Zakład Dydaktyki i Metodologii Historii. W 2001 roku decyzją Centralnej Komisji do Spraw Tytułu Naukowego i Stopni Naukowych z dnia  21 stycznia 2001 roku Wydział Filologiczno-Historyczny Wyższej Szkoły Pedagogicznej  w Częstochowie uzyskał uprawnienia do nadawania stopnia naukowego doktora nauk humanistycznych w dziedzinie historia. Ważnym wydarzeniem było wydzielenie z Instytutu w 2002  roku Zakładu Filozofii i przekształcenie jednostki w Instytut Historii. Wprowadzono także do programu studiów historycznych nowe specjalności zawodowe: archiwistyczną i filozoficzno-religioznawczą, wydatnie modyfikując przy tym specjalność nauczycielską.
W 2004 roku w  związku z utworzeniem w Akademii im. Jana Długosza Instytutu Nauk Politycznych ze struktury Instytutu Historii wydzielony został Zakład Historii Współczesnej, którego pracownicy zasilili kadrę Instytutu Nauk Politycznych (4 profesorów i 2 doktorów). Trzy lata później Centralna Komisja do Spraw Stopni i Tytułów postanowiła przyznać Wydziałowi Filologiczno-Historycznemu Akademii im. Jana Długosza w Częstochowie uprawnienie do nadawania stopnia doktora habilitowanego nauk humanistycznych w dyscyplinie historia. W 2012 roku wprowadzono podział instytutu na zakłady, a w 2019 podział instytutu na pracownie. 

## Kierunki kształcenia
Instytut kształci studentów na kierunku historia na studiach pierwszego stopnia trwających 3 lata, które kończą się uzyskaniem tytułu zawodowego licencjata. Po  ich ukończeniu absolwenci mogą kontynuować dalsze kształcenie w ramach 2-letnich studiów magisterskich uzupełniających.  Do wyboru są następujące specjalizacje:
- nauczycielska,
- archiwistyczna,
- krajoznawczo-turystyczna,
- antropologia historyczna,
- rekonstrukcja historyczna,
- militarioznawstwo.

Instytut prowadzi również następujące studia podyplomowe
- historia i społeczeństwo - dziedzictwo epok,
- archiwistyka i zarządzanie dokumentacją współczesną,
- turystyka i promocja regionu,
- wiedza o społeczeństwie.

## Struktura organizacyjna

### Pracownia Historii Starożytnej i Średniowiecznej
Samodzielni pracownicy naukowi:
- dr hab. Katarzyna Chmielewska - kierownik Zakładu

### Pracownia Historii Nowożytnej
Samodzielni pracownicy naukowi:
- prof. dr hab. Andrzej Stroynowski - kierownik Zakładu
- dr hab. Małgorzata Durbas
- prof. dr hab. Andrzej Zakrzewski (profesor emerytowany)

### Pracownia Historii XIX wieku
Samodzielni pracownicy naukowi:
- prof. dr hab. Dariusz Złotkowski - kierownik Zakładu
- prof. dr hab. Janusz Spyra
- dr hab. Maciej Trąbski

### Pracownia Historii XX wieku
Samodzielni pracownicy naukowi:
- prof. dr hab. Tadeusz Dubicki - kierownik Zakładu
- dr hab. Robert Majzner
- dr hab. Beata Urbanowicz

### Pracownia Metodologii i Historii Historiografii
Samodzielni pracownicy naukowi:
- prof. dr hab. Tadeusz Srogosz - kierownik Zakładu

### Pracownia Nauk Pomocniczych Historii i Archiwistyki
Samodzielni pracownicy naukowi:
- dr hab. Marceli Antoniewicz - kierownik Zakładu
- dr hab. Julia Dziwoki
- dr hab. Maciej Janik
- dr hab. Grzegorz Żabiński